# Viktor Tsjanov
Viktor Tsjanov (Oekraïens: Виктор Викторович Чанов, Russisch:  Виктор Александрович Звягинцев) (Stalino, 22 oktober 1950 – Kiev, 8 februari 2017) was een voetballer uit de Sovjet-Unie van Oekraïense afkomst. Hij speelde als doelverdediger.

## Biografie
Tjsanov begon zijn carrière bij Sjachtjor Donjetsk, waar zijn oudere broer Vjatsjeslav Tsjanov al jaren doelman was. Zijn kwaliteiten werden opgemerkt door het grote Dinamo Kiev, waar hij de concurrentie moest aangaan met Michajlo Michajlov. Hij werd al snel eerste doelman, maar door een blessure in 1985 werd Michajlov eerste doelman en bleef dat aanvankelijk ook nadat hij hersteld was.
In 1986 werd Tsjanov weer eerste doelman. Hij won drie keer de titel en drie keer de beker met de club. In 1986 won hij met zijn team de Finale van de Europacup II tegen Atlético Madrid. De UEFA Super Cup 1986 verloren ze van het Steaua Boekarest van Gheorghe Hagi. In 1990 ging hij naar het Israëlische Maccabi Haifa en won daar in 1991 de titel mee. In 1993 leende Maccabi hem uit aan Bnei Jehoeda Tel Aviv en hij beëindigde in 1995 zijn carrière in zijn thuisland bij Boryspil.
In 1982 zat hij in de selectie voor het WK in Spanje als reservedoelman na Rinat Dasajev. Vier jaar later was Dasajev nog steeds de eerste keuze op het WK, maar mocht Tsjanov wel spelen tegen Canada. Op het EK 1988 mocht hij invallen tegen Ierland toen Dasajev zich blesseerde.
Tsjanov ligt begraven op de Bajkove-begraafplaats.
1 Dasajev ·
2 Soelakvelidze ·
3 Tsjivadze  ·
4 Chidijatoellin ·
5 Baltatsja ·
6 Demjanenko ·
7 Sjengelia ·
8 Bezsonov ·
9 Gavrilov ·
10 Hovhannesjan ·
11 Blochin ·
12 Bal ·
13 Daraselia · 
14 Borowski ·
15 Andrejev ·
16 Rodionov ·
17 Boerjak ·
18 Soesloparov ·
19 Jevtoesjenko ·
20 Romantsev ·
21 Viktor Tsjanov ·
22 Vjatsjeslav Tsjanov ·
Coach: Beskov
1 Dasajev ·
2 Bezsonov ·
3 Tsjivadze ·
4 Morozov ·
5 Demjanenko  ·
6 Boebnov ·
7 Jaremtsjoek ·
8 Jakovenko ·
9 Zavarov ·
10 Koeznetsov ·
11 Blochin ·
12 Bal ·
13 Lytovtsjenko · 
14 Rodionov ·
15 Larionov ·
16 Tsjanov ·
17 Jevtoesjenko ·
18 Protasov ·
19 Bilanov ·
20 Alejnikaw ·
21 Rats ·
22 Krakovskji ·
Coach: Lobanovskyj
1 Dasajev  ·
2 Bezsonov ·
3 Chidijatoellin ·
4 Koeznetsov ·
5 Demjanenko ·
6 Rats ·
7 Alejnikaw ·
8 Lytovtsjenko ·
9 Zavarov ·
10 Protasov ·
11 Bilanov ·
12 Visjnevskji ·
13 Soelakvelidze ·
14 Soekristov ·
15 Mychajlytsjenko ·
16 Tsjanov ·
17 Dmitrijev ·
18 Hotsmanov ·
19 Baltatsja ·
20 Pasoelko ·
Coach: Lobanovskyj
1 Dasajev  ·
2 Bezsonov ·
3 Chidijatoellin ·
4 Koeznetsov ·
5 Demjanenko ·
6 Rats ·
7 Alejnikaw ·
8 Lytovtsjenko ·
9 Zavarov ·
10 Protasov ·
11 Dobrovolski ·
12 Borodjoek ·
13 Tsveiba ·
14 Ljoetyj ·
15 Jaremtsjoek ·
16 Tsjanov ·
17 Zygmantovitsj ·
18 Sjalimov ·
19 Fokin ·
20 Gorloekovitsj ·
21 Brosjin ·
22 Oevarov ·
Coach: Lobanovskyj